# 粗棘鼻魚
粗棘鼻魚，為輻鰭魚綱鱸形目刺尾魚亞目刺尾魚科的其中一個種，首次被法國動物學家Achille Valenciennes正式描述為Naseus brachycentron，其模式產地為印尼的 Waigeo。分布於印度太平洋區，從東非至法屬波里尼西亞，北從日本，南至萬那杜海域，棲息深度2-20公尺，本魚體呈橢圓形且側扁，額頭陡峭，成年雄魚的眼睛前面有一個長的、逐漸變細的骨隆起，成年雄魚的骨頭隆起可能會延伸超過嘴巴，但雌魚的則有一個小腫塊，尾柄兩側各有一對帶有刀片狀龍骨的骨板。整體顏色上半身和頭部呈灰色，下半身呈淡黃色或白色，顏色區域劃分不規則，眼睛後面經常有藍色斑點，較大的雄性可能在下側有黑條紋，背鰭硬棘5枚、背鰭軟條28-29枚、 臀鰭硬棘2枚、臀鰭軟條27-28枚，體長可達90公分，棲息在礁石區，成小群活動，以藻類為食，可作為觀賞魚。

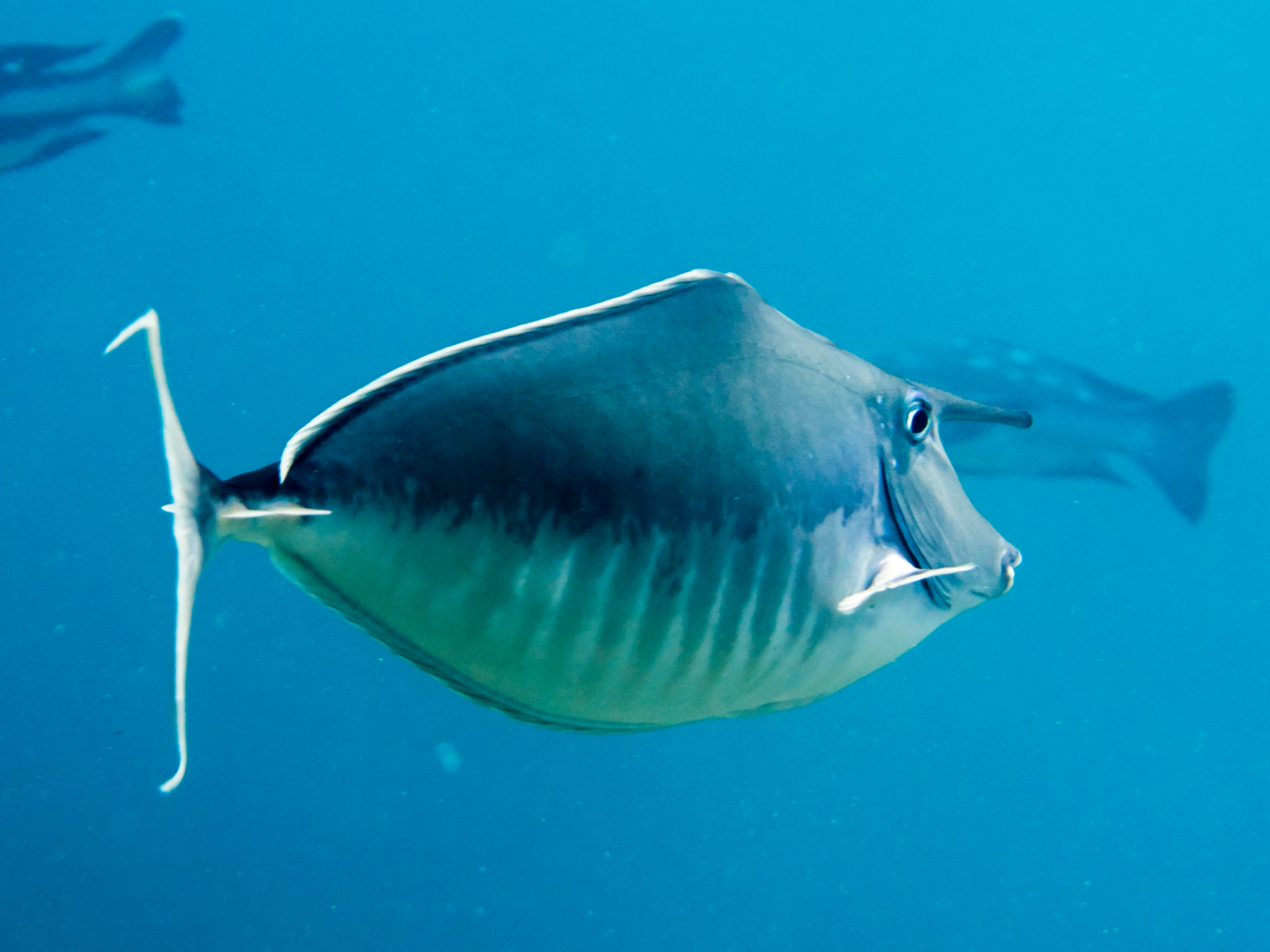
雄魚
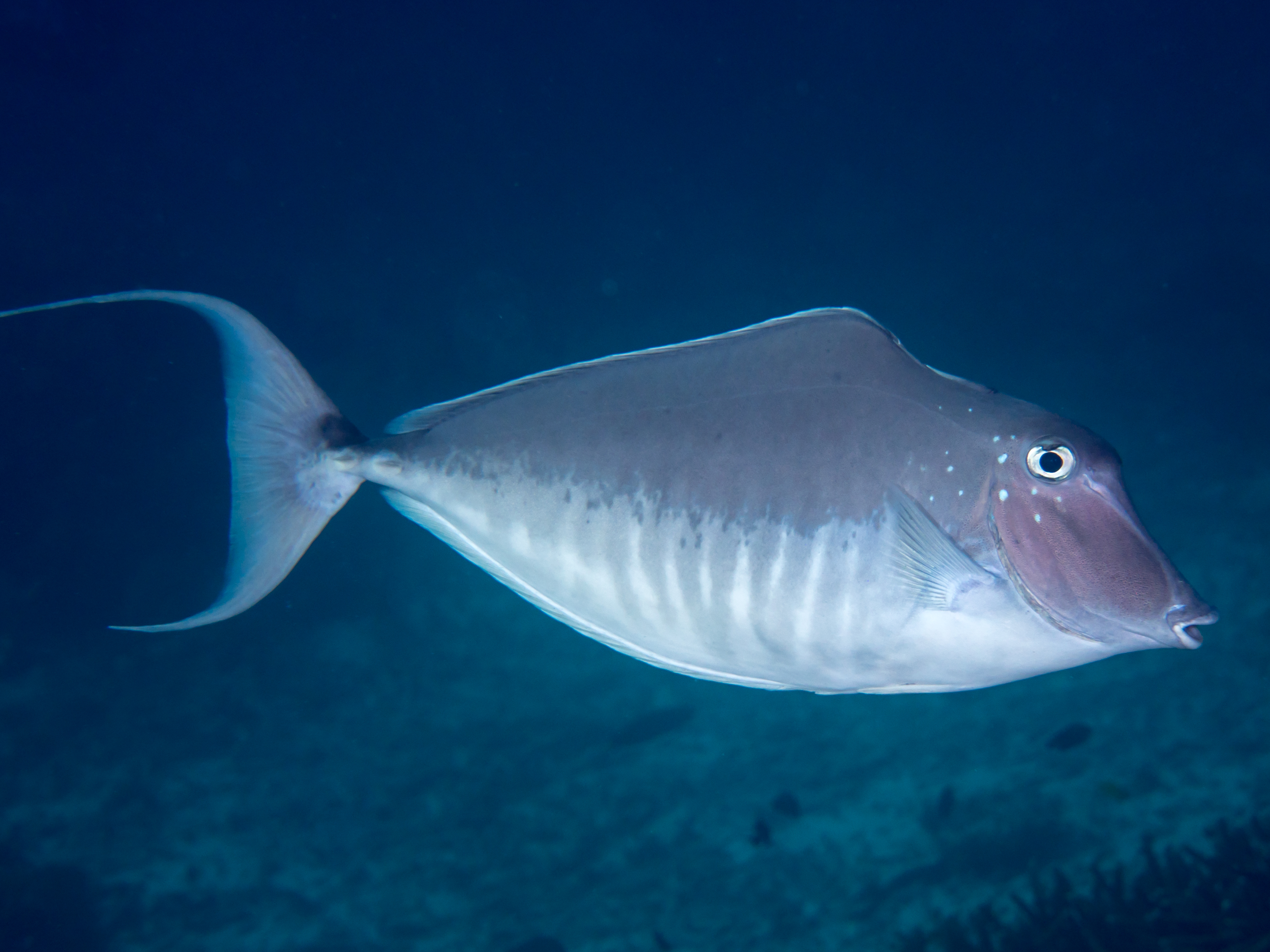
雌魚

## 擴展閱讀
維基物種上的相關：粗棘鼻魚